# 徐义 (前秦)
徐义（?—?），十六国时前秦大臣，咸阳郡高陆（今陕西高陵西北）人。
徐义信奉佛法。前秦苻坚时，徐义为苻丕征东参军。385年苻丕在晋阳即皇帝位，任他为吏部尚书、尚书令，後任命尚书令徐义为司空。386年八月，拜右丞相。九月苻丕死，徐义被西燕慕容永俘获，将刑戮杀死，徐义乘夜脱逃投奔东晋大将河南郡太守杨佺期，任为洛阳令。